# Devin Taylor
Brittany Christine Fetkin (San Diego, California; 3 de febrero de 1988) es una luchadora profesional, modelo y actriz, estadounidense, que trabajo para la WWE en el territorio de desarrollo WWE NXT. Fetkin fue entrevistadora entre bambalinas para NXT bajo el nombre de Devin Taylor.

## Primeros años
Fetkin nació en San Diego y se crio en Temecula, California. Es mitad Japonesa y fluentemente Española. Fetkin se graduó en la Universidad Loyola Marymount con un certificado en periodismo audiovisual. Ha sido una competidora y jugadora de balompié desde su infancia, Fetkin compitió en la Copa Mundial de Fútbol Sub-20 de Suecia y ganó los honores con el scholar athletes durante sus años formativos. Es una exmodelo de impresión antiguo y apareció en campañas comerciales a nivel nacional para NASCAR y Hewlett-Packard.

## Carrera

### WWE (2013-2015)
Fetkin firmó un contrato con WWE en 2013 y fue asignada al territorio de desarrollo WWE NXT donde se le dio el nombre de Devin Taylor. Taylor debutó como entrevistadora en el backstage el 20 de noviembre en un episodio de NXT. Hizo su debut en el ring durante un House Show de NXT en Tampa, Florida el 6 de junio de 2014 donde perdió ante Carmella.
El 9 de octubre de 2015 Fetkin fue liberada de su contrato.

## Otros medios
En 2015, Fetkin apareció como concursante en la decimonovena temporada del programa de telerrealidad de la ABC The Bachelor bajo su nombre real, Brittany Fetkin. Siendo eliminada en el primer episodio.